# Oină (Sport)

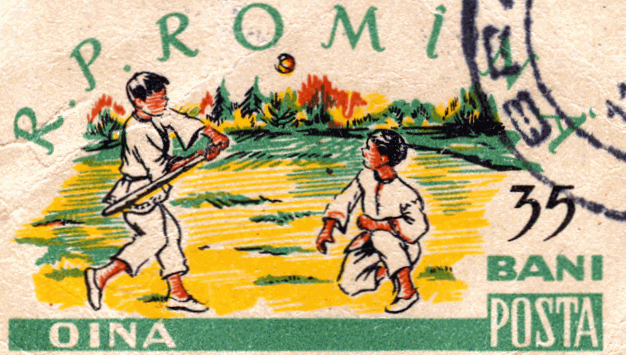
Oina auf einer rumänischen Briefmarke

Oină ist eine rumänische Ballsportart (Schlagballspiel), entfernt verwandt mit dem deutschen Schlagball.
Es wurde erstmals erwähnt während der Herrschaft von Vlaicu Vodă im Jahr 1364. Seinerzeit war es über das ganze Fürstentum Walachei als Spiel der Schafhirten verbreitet („Oi“ heißt „Schafe“). Im benachbarten Transsilvanien bzw. Siebenbürgen (damals zu Ungarn gehörig) beschrieb Stefan Matyus aus Cluj (Klausenburg) das Spiel 1762 erstmals in Diaetaetica. Er empfahl es zur Stärkung von Körper und Geist.
Es war in den Gebieten, die heute zu Rumänien gehören, auch unter verschiedenen anderen Namen bekannt: In Transsilvanien als matca, matca mare, hâlca oder baciu (bei Blaj). In Sibiu sprach man von fuga, in Brașov von de-a lunga. In der Bukowina nannte man es auch odoliu.
Zu den ersten Olympischen Spielen der Neuzeit (1896) bot Rumänien an, zwei Oină-Mannschaften zu entsenden, aber der Vorschlag wurde vom Internationalen Olympischen Komitee abgelehnt, „weil Oină in keinem anderen Land gespielt wird“. 1899 verfügte der Minister für Erziehungswesen Spiru Haret, dass Oină in allen Schulen im Sportunterricht betrieben werden sollte und organisierte selbst die ersten jährlichen Schul-Wettkämpfe.
Heute gibt es zwei nationale Verbände: die Federaţia Română de Oină in Bukarest (Rumänien) und die Federația de Oină din Republica Moldova (FORM) in Chișinău (Moldawien).

## Spielbetrieb in Rumänien
Auf nationaler Ebene gibt es Meisterschaften und Pokalwettbewerbe.
Heute (2020) werden Meisterschaften in folgenden Varianten ausgetragen: 
- Freiluft (aer liber) mit 11
- Halle (sală) mit 6 und
- Strand (plajă) mit 8 Spielern oder Spielerinnen,

jeweils für 
- Senioren männlich
- Junioren I bis III
- Juniorinnen I bis III

Darüber hinaus gibt es vier Pokalwettbewerbe für männliche Senioren:
- Rumänischer Pokal (Cupa României)
- „Königspokal“, früher Supercup (Cupa Regelui)
- Föderationspokal (Cupa Federației)
- „Dorfpokal“ (Cupa Satelor)

## Bezug zum Baseball
Unterschiede und Gemeinsamkeiten sind:
- gleiches Gewicht des Balles (um die 140 Gramm),
- längeres und schlankeres Schlagholz beim Oină,
- ein Spiel dauert nur 30 Minuten beim Oină,
- längliches Spielfeld beim Oină (70 × 30 m, für Jugendliche 57 × 26 m),
- Oină-Teams haben 11 Spieler; Baseball-Teams dagegen 9.